# ARIA Charts
ARIA Charts là một loại bảng xếp hạng thuộc lĩnh vực âm nhạc ở Úc dựa trên doanh số phát hành, tiêu thụ đĩa đơn do Hiệp hội Công nghiệp Thu âm Úc đảm nhận và quản lý. Bảng xếp hạng này ghi nhận lại những album và đĩa đơn bán chạy nhất thuộc các thể loại khác nhau ở Úc. Sự biên soạn lại vị trí trên bảng xếp hạng được bắt đầu vào ngày 26 tháng 6 năm 1988 mà trước đó, từ giữa năm 1983, ARIA đã được cấp giấy phép của "Kent Music Report" (sau này được đổi tên thành "Australian Music Report" (Bảng báo cáo âm nhạc Úc) cho đến khi nó được dừng xuất bản vào năm 1999).
Bảng xếp hạng ARIA charts bao gồm:
- Top 100 đĩa đơn bán chạy nhất mỗi tuần
- Top 100 album bán chạy nhất mỗi tuần
- Top 100 đĩa đơn kỹ thuật số bán chạy nhất mỗi tuần
- Top 100 album kỹ thuật số bán chạy nhất mỗi tuần
- Top 50 đĩa đơn bán chạy nhất về thể chất mỗi tuần
- Top 50 album bán chạy nhất về thể chất mỗi tuần
- Top 20 đĩa đơn bán chạy nhất tại Úc mỗi tuần
- Top 20 album bán chạy nhất tại Úc mỗi tuần
- Top 20 nhạc dance bán chạy nhất mỗi tuần
- Top 20 quốc gia phát hành (album hoặc đĩa đơn) bán chạy nhất mỗi tuần
- Top 20 phiên bản biên soạn lại bán chạy nhất mỗi tuần
- Top 50 bản catalogue album bán chạy nhất mỗi tuần
- Top 50 phiên bản bán chạy nhất tại các câu lạc bộ mỗi tuần
- Top 40 đĩa đơn bán chạy nhất ở thành thị mỗi tuần
- Top 40 album bán chạy nhất ở thành thị mỗi tuần
- Top 40 đĩa nhạc DVD bán chạy nhất mỗi tuần
- Top 100 phiên bản (album và đĩa đơn) trên bảng xếp hạng cuối năm vào mỗi năm
- Top 100 phiên bản (album và đĩa đơn) trên bảng xếp hạng thập kỷ [1]

Tốp 5 đĩa đơn và album được xuất bản lần đầu tiên trên tờ báo "News Limited" vào mỗi ngày chủ nhật. Tất cả các thể loại nhạc trên bảng xếp hạng được công bố trên trang web của ARIA Chart vào mỗi buổi tối chủ nhật lúc 6:30 chiều, để kịp in ấn và phát hành ngay ngày hôm sau. Danh sách xếp hạng được in ra là phiên bản rút gọn của một bảng xếp hạng đầy đủ, bảng danh sách này chỉ tóm gọn trong 50 đĩa đơn và album đầu cộng với 40 bài hát kỹ thuật số. Báo cáo danh sách các bảng xếp hạng ở ARIA đều được liệt kê đầy đủ như trên, có sẵn thông qua thuê bao e-mail trả tiền mỗi tuần. Những báo cáo này được tải lên dịch vụ web Archive Pandora theo định kỳ.